# José Agostinho Sequeira
José Agostinho Sequeira (Loré, Lautém, 25 de outubro de 1960), também conhecido pelo nome de guerra Somotxo, é um político de Timor-Leste. Entre os vários nomes de guerra que adotou, contam-se Somotxo Matar Mimiraka, Piti Lakon Mosu, Perez e Pedro.

## Percurso
Durante a luta de libertação de Timor-Leste contra a Indonésia, José Agostinho Sequeira foi colaborador do Chefe do Estado Maior das FALINTIL e Secretário da Região IV daquela organização.
Eis como é recordado por um jovem resistente:
| “ | Uma carta de Konis instruia-me a ir buscar um dos guerrilheiros, o Adjunto Somotxo, à floresta perto de Baucau, porque Konis precisava dele como Secretário para a Região 4 em Ermera. Secretário de Região era uma posição importante nas Falintil, com responsabilidade por decisões políticas em toda a região. [...] Esta era a primeira vez que eu encontrava Somotxo, que lutava na floresta desde a invasão de 1975. Ele era um dos veteranos mais admirados em Timor-Leste pela sua tenacidade e entrega. Eu conhecia Somotxo apenas das muitas cartas que escrevemos um ao outro. No final de uma carta, ele tinha acrescentado em fataluku: "O galo é sempre corajoso até à morte. Tem cuidado contigo, irmão.", e por isso eu sabia que ele era de Lospalos. | ” |

José Agostinho Sequeira foi o primeiro diretor do Arquivo & Museu da Resistência Timorense (AMRT) a partir de 7 de dezembro de 2005. Desde agosto de 2002, trabalhou com a Fundação Mário Soares (FMS) em Lisboa para construir o arquivo.
Durante a sua estadia em Lisboa, frequentou o curso de Direito na Universidade de Lisboa, tendo sido aluno de Marcelo Rebelo de Sousa.
Depois do seu regresso a Timor-Leste em maio de 2006, continuou a trabalhar na coleção documental, até ser nomeado Vice-Ministro do Interior em 21 de julho de 2006, cargo que ocupou até 8 de agosto de 2007.
Posteriormente, foi presidente da Fundação dos Veteranos das FALINTIL.
De 2012 a 2017, foi um dos membros eleitos do Conselho de Estado.
Nas eleições legislativas de 2017 em Timor-Leste, José Agostinho Sequeira foi eleito para o Parlamento Nacional como deputado no 11º lugar  da lista da FRETILIN. Em 15 de setembro de 2017, assumiu o cargo de Ministro da Defesa e da Segurança no 7º governo de Timor-Leste, abdicando do mandato de deputado por imposição constitucional.